# Pippa Middleton
Pour les articles homonymes, voir Pipa, Middleton et Matthews.
Philippa Middleton, dite Pippa Middleton ou Pippa Matthews par son mariage, née le 6 septembre 1983, est l'unique sœur de Catherine Middleton, princesse de Galles. 
Elle est très présente dans la vie sociale, par sa profession tout d'abord, mais aussi par sa personnalité et l'écho qu'elle rencontre dans les médias britanniques.
Lors du mariage de Catherine Middleton et du prince William le 29 avril 2011, elle est demoiselle d'honneur de sa sœur, aux côtés du prince Harry, lui-même garçon d'honneur de son frère.

## Biographie

### Premières années
Pippa Middleton naît en 1983 au Royal Berkshire Hospital, et est la deuxième des trois enfants de Michael Middleton (qui est alors un agent d'opérations aériennes chez British Airways) et de Carole Goldsmith (elle-même ancienne hôtesse de l'air),,.
La famille de son père est originaire de Leeds, dans le Yorkshire, et l'une de ses arrière-grands-mères, nommée Olivia Lupton, appartenait à une famille de marchands lainiers puis d'industriels opérant à Leeds, et impliqués politiquement dans cette ville, depuis des générations,. De son côté, la famille de la mère de Carole Middleton comprenait des ouvriers et des mineurs du comté de Durham.
Le troisième enfant de la famille est James Middleton (né le 15 avril 1987), aujourd'hui un homme d'affaires,.
Au milieu des années 1980, alors que ses deux aînées sont encore à l'école maternelle et que la famille demeure à Bradfield Southend, la mère de Pippa Middleton lance Party Pieces, une société qui commence par composer des sacs d'accessoires de fêtes pour enfants et qui commercialise aujourd'hui par correspondance toutes sortes de fournitures pour des évènements festifs et commémoratifs, ainsi que des décorations.
En 1995, la famille Middleton s'installe à Bucklebury, dans le Berkshire,.
Tout comme sa sœur Catherine, Pippa Middleton est élève de l'école St Andrews, à Pangbourne, puis de l'école de Downe House, un pensionnat pour jeunes filles à Cold Ash, et finalement, au Marlborough College, dans le Wiltshire. Elle rejoint ensuite son aînée en Écosse pour la suite de ses études, où elle suit les cours de l'université d'Édimbourg afin d'étudier la littérature anglaise. Elle y partage une maison avec Lord Edward Innes-Ker, l'un des fils du dixième duc de Roxburghe, et avec George Percy, comte Percy, l'héritier du douzième duc de Northumberland.

### Carrière
Après avoir obtenu son diplôme, Pippa Middleton trouve un emploi chez Table Talk, société implantée à Londres et spécialisée dans la communication événementielle. Toujours cette même année 2008, le magazine Tatler la consacre « célibataire la plus attirante », devant d'autres figures mondaines ou célébrités tels que le chanteur et musicien James Blunt ou encore la princesse Eugenie. Dès lors, Pippa Middleton est fréquemment décrite comme une personnalité people fréquentant les évènements mondains (socialite). Du fait du duo qu'elle forme avec sa sœur aînée, elle reçoit une large couverture médiatique, qui se centre sur son style de vie et ses relations sociales,.
En 2009, Pippa Middleton s'initie à la pratique de la luge sportive sur le Cresta Run de Saint-Moritz, avec le multi-millionnaire Trevor Baines comme professeur. 
Elle pratique également la chasse avec un certain brio, puisqu'elle abat en 2008 vingt-trois oiseaux lors d'une journée de chasse en Écosse. 
Pendant plusieurs années, lors de soirées en l'honneur du grand poète écossais Robert Burns (soirées appelées « Souper de Burns »), elle apporte le haggis au son des cornemuses dans un pub appelé The Old Boot Inn, à Stanford Dingley dans le Berkshire.
Le Daily Telegraph indique en 2010 que les parents de Pippa Middleton ont des plans ambitieux pour développer leur société, Party Pieces, et souhaitent qu'elle y joue un rôle de plus en plus important.
Le 5 mars 2012, Pippa Middleton participe à la Vasaloppet, course de ski de fond populaire qui se déroule en Suède sur une distance de 90 km. Elle réalise un temps de 7 heures, 13 minutes et 36 secondes, ce qui la positionne 412e sur 1734 femmes classées. Le but avoué de cette participation est de collecter des fonds pour une œuvre de charité consacrée aux enfants.

La romancière Plum Sykes, qui connaît bien le milieu de la mode et des évènements mondains, a écrit d'elle : 

« Pippa est celle qui a le plus de chance. Elle reçoit toute l'attention qu'il convient des hommes, des stylistes, de celles qui organisent des réceptions et de bien d'autres, et n'a aucune des obligations qui vont avec. Elle est devenue princesse sans les côtés déplaisants. (Pippa is the luckiest one of all. She gets all the right sort of attention from men, fashion designers, hostesses and things, and doesn’t have any of the duties. She’s become a Princess without the bad bits.) »

En mai 2013, elle est devenue l'actionnaire et l'administratrice unique de PXM Enterprises Limited,. La société est basée au 19 Portland Place à Londres,, et a amassé des actifs d'une valeur de £211 521 en 2014, à la fin de son premier exercice.
En avril 2016 Pippa participa à la Patrouille des glaciers où elle boucla la grande patrouille en un temps de 14h54 avec ses deux coéquipiers.
Time l'a classée comme l'une des 100 personnalités les plus influentes du monde après le mariage de sa sœur. Contre un demi-million d'euros, elle signe un livre traitant de l'art de recevoir, qui a été tourné en dérision pour les platitudes qui y sont développées. Elle en publie ensuite un deuxième, sur des recettes de cuisine diététique.
Depuis 2021, elle se consacre entièrement au monde du bien-être ainsi qu'à l’éducation de ses trois enfants.

### Mariage de sa sœur

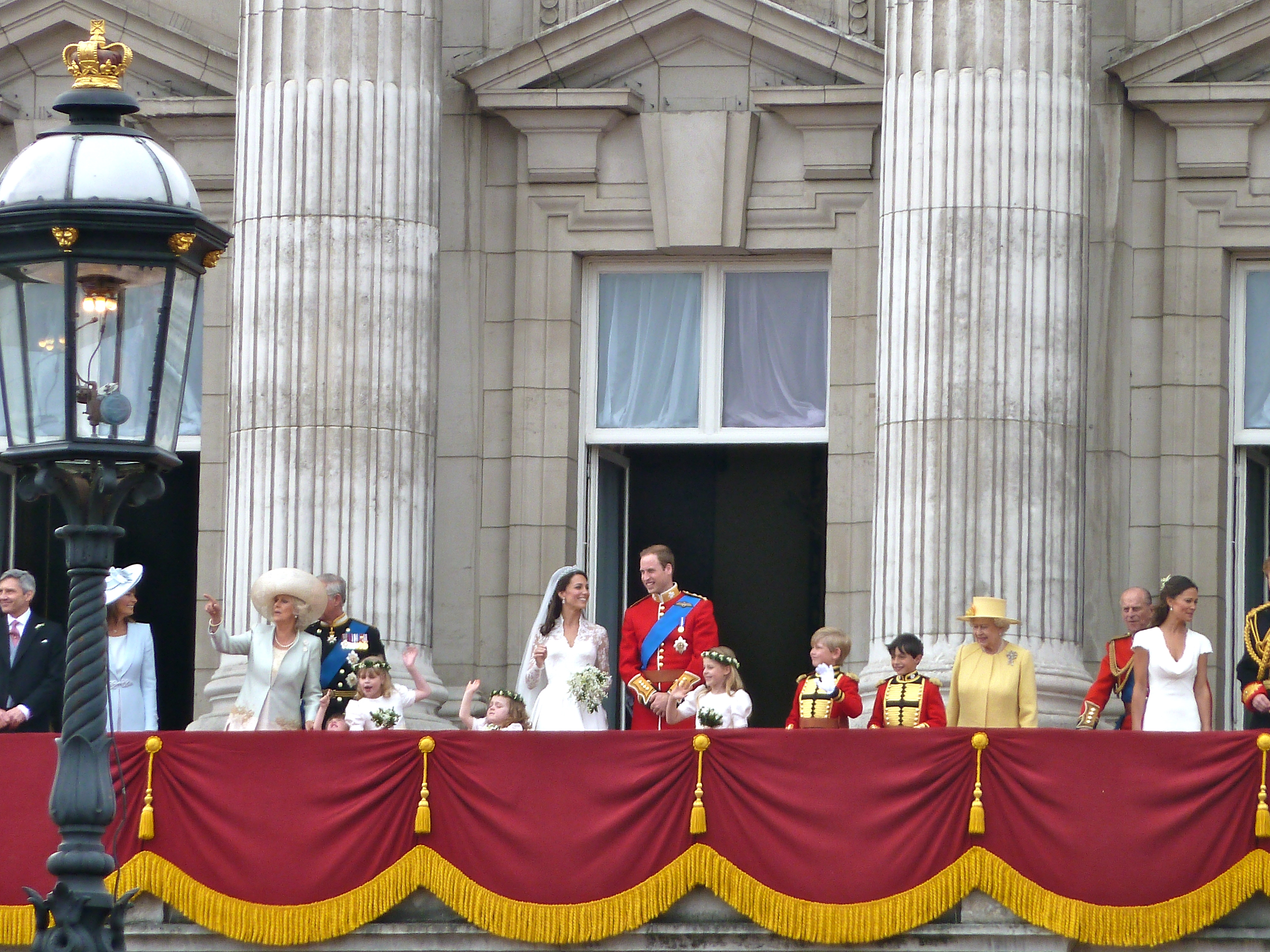
La famille royale au balcon de palais de Buckingham après le mariage princier (Pippa Middleton se trouve tout à droite).

Dès l'annonce du mariage, on parle immédiatement de Pippa Middleton comme demoiselle d'honneur principale pour le mariage princier qui s'annonce. L'information est ensuite largement confirmée, en précisant que le titre officiel pour sa fonction lors du mariage est maid of honour, et non chief bridesmaid.
À cette occasion, la longue silhouette élancée de Philippa Middleton fait sensation tant dans les médias que sur Internet, revêtue d'une robe fourreau de crêpe ivoire fermée dans le dos par des boutons recouverts d'organza,, signée Sarah Burton (chez Alexander McQueen).

### Vie privée
Durant ses études, elle fréquente des enfants de l'aristocratie ; elle a une liaison avec le fils d'un duc. Elle enchaîne ensuite plusieurs petits-amis. 
En juillet 2016, Pippa Middleton se fiance avec James Matthews (avec qui elle avait déjà eu une aventure en 2012), ancien pilote de course de formule 3, gestionnaire de fonds de couverture (hedge funds) et fils aîné de David Matthews, laird de Glen Affric, qui possède un château historique à 15 miles du Loch Ness dans les Highlands. Le mariage a lieu le 20 mai 2017.
Le couple a trois enfants :
- Arthur Michael William Matthews, né le 15 octobre 2018 à Londres[37],[38] ;
- Grace Elizabeth Jane Matthews, née le 15 mars 2021 à Londres[39] ;
- Rose Louise Victoria Matthews, née en juin 2022 à Londres[40].

## Ancêtres
Pippa Middleton compte parmi ses ancêtres Sir Thomas Leighton (vers 1530-1610), gouverneur de Guernesey de 1570 à 1609, et sa femme Elizabeth Knollys (1549–1605), petite cousine de la reine Élisabeth Ire d'Angleterre. On a dit de Sir Thomas Leighton qu'il était un « tyran assoiffé de sang », du fait de son comportement particulièrement brutal et irrespectueux des lois à l'égard de ses administrés guernesiais, auxquels il reprochait d'ailleurs d'avoir « un peu trop de sympathie pour les Français ».

## Dans la culture populaire
Dans le téléfilm intitulé Kate et William : Quand tout a commencé... diffusé le 18 avril 2011, le rôle de Pippa Middleton est tenu par Mary Elise Hayden. Les autres acteurs sont Camilla Luddington, qui tient le rôle de sa sœur Catherine Middleton, Serena Scott Thomas interprète leur mère, Carole Middleton, et Ben Cross joue le rôle du prince Charles.